# 杜斯木
杜斯木（1915年—？），柬埔寨政治人物。又名Achar Sok。杜斯木是下高棉人，出生于交趾支那（今越南湄公河三角洲）。 年轻时为和尚。第二次世界大战期间，是金边的乌那隆寺的巴利文教师。1945年，美军对金边日军的大轰炸，导致该寺庙和尚严重伤亡，杜斯木被迫出逃至南越乡下，并在那里加入了越盟。
1940年代后期，杜斯木参与了抗法的高棉伊沙拉组织。1950年成立的伊沙拉联合阵线宣布从法国殖民统治下独立，杜斯木为高棉抵抗政府的内战部长。1951年6月，杜斯木与山玉明共同创建了高棉人民革命党——柬埔寨共产党与柬埔寨人民党的共同前身。1954年12月，山玉明等人撤退至越南民主共和国之后，绍兴（Sieu Heng）任党的中央书记并负责农村工作，杜斯木任中央常委负责城市工作，特别是针对僧侣的统战工作。1958年绍兴叛变后，西哈努克加强镇压，大批党组织被摧毁。党的中央领导只剩下杜斯木一人。
1960年9月30日至10月2日，柬埔寨人民革命党在金边火车站一名工人家中秘密召开中央会议，这次会议柬埔寨人民党称之为高棉人民革命党的第二次全国代表大会，柬共称之为柬埔寨共产党第一次全国代表大会。金边党委领导人农谢、沙洛特绍（波尔布特）、英萨利等被选入党中央领导层，政治局以杜斯木为书记，农谢为副书记、沙洛特绍为委员，分工农谢负责农村工作，波尔布特负责城市工作；选出中央委员8人，候补中委2人。 
杜斯木于1962年7月神秘失踪，这个事件直至1970年代后期仍是严格保守的秘密。他通常被认为是遭西哈努克的警察谋杀，但也有人认为可能是沙洛特绍（波尔布特）安排了他的死，以确保自己能够晋升为总书记。波尔布特在去世前的一次采访否认了这一点：波尔布特称，杜斯木离开安全的住所去给生病的孩子买药，但遭到朗诺的警察逮捕，受到审讯，随后在在金边近郊的斯登棉吉（Stung Mean Chey）寺庙被杀害。波尔布特还说，若是自己与杜斯木是友爱的，若是杜斯木供认了，自己将会被捕。本·基尔南认为波尔布特对杜斯木的失踪存在嫌疑。
1963年，在党的“三大”上沙洛特绍（波尔布特）当选为中央书记，农谢为副书记。